# Astragalus guatemalensis
Astragalus guatemalensis är en ärtväxtart som beskrevs av William Botting Hemsley. Astragalus guatemalensis ingår i släktet vedlar, och familjen ärtväxter.

## Underarter
Arten delas in i följande underarter:
- A. g. brevidentatus
- A. g. guatemalensis
- A. g. lozani